# بوليوود هانجاما
بوليوود هانجاما أو بوليوود جسد الثقافة (بالإنجليزية: Bollywood Hungama)‏ والمعروف سابقا باسم indiaFM أو (indiafm.com) هو موقع ترفيهي بوليوودي، والذي اكتسب مكانة كبرى في بوليوود في عام 2000 بحيث أصبح القاعدة المعتمدة الأولى لأفلام بوليوود.
ويوفر هذا الموقع الأخبار المتعلقة بالأفلام الهندية وشباك التذاكر، وأخبار الممثلين والأعمال المرتقبة، وكذلك يوفر الموقع إمكانية مشاهدة الأفلام من خلال الموقع نفسه، أو عبر التطبيقات الخاصة بالهواتف الذكية.
وهذا الموقع أطلق في 15 حزيران سنة 1998 تحت اسم indiafm.com. ثم تغير الاسم إلى «بوليوود هانجاما» في عام 2008.
و في أبريل سنة 2020 أخد الموقع المرتبة 879 في ترتيب أليكسا في الهند.

## وصلات خارجية
- الموقع الرسمي